# دين بتلر (ممثل)
دين بتلر (بالإنجليزية: Dean Butler)‏ مواليد 20 مايو 1956 في برينس جورج، كندا، هو ممثل ومنتج أمريكي بدأ مسيرته الفنية سنة 1976.

## الأعمال
- بيت صغير على المرج (مسلسل) (1979)
- قارب الحب (1982) (بدور: ستان باربر)
- جزيرة الفنتازيا (1983) (بدور: كارل بيترز)
- قارب الحب (1983) (بدور: سكوت بريور)
- جزيرة الفنتازيا (1984)
- قارب الحب (1986) (بدور: برنت هاربر)
- دياجنوسيز: موردر (1994)
- بافي قاتلة مصاصي الدماء (1997)
- جاغ (مسلسل) (2003)

## روابط خارجية
- دين بتلر على موقع IMDb (الإنجليزية)
- دين بتلر على موقع ألو سيني (الفرنسية)
- دين بتلر على موقع تيرنر كلاسيك موفيز (الإنجليزية)
- دين بتلر على موقع أول موفي (الإنجليزية)
- دين بتلر على موقع قاعدة بيانات برودواي على الإنترنت (الإنجليزية)
- دين بتلر على موقع إن إن دي بي (الإنجليزية)
- دين بتلر على موقع قاعدة بيانات الفيلم (الإنجليزية)
- دين بتلر على موقع كينوبويسك (الروسية)